# Palmyre (film)
Pour les articles homonymes, voir Palmyre (homonymie).
Pour plus de détails, voir Fiche technique et Distribution.
Palmyre (en arabe : تدمر, Tadmor) est un film documentaire portant sur une prison en Syrie, réalisé par Lokman Slim et Monika Borgmann en 2016. Il a reçu des récompenses au festival du film de Hambourg et au festival suisse Visions du réel (2016), et fait l'objet d'un essai, Témoigner au cinéma : une action dans l'histoire de Frédérik Detue, publié en 2022.
Le titre fait référence à la ville syrienne de Palmyre, aujourd'hui nommée Tadmor, où se situait une prison considérée comme un lieu emblématique de la répression sous la dictature de Hafez el-Assad.  Les détenus y étaient soumis à une torture physique et psychologique.

## Synopsis

### Contexte historique
Les détenus de cette prison étaient régulièrement torturés ; en 1980 des centaines d'entre eux y avaient été tués à la suite d'une tentative de coup d'Etat contre Hafez el Assad.
Dès la fin des années 1990, Amnesty International publie des récits d'anciens prisonniers évoquant l'univers carcéral de Palmyre. Selon un rapport d'Amnesty International en 2001, « la prison militaire de Tadmor semble avoir été conçue pour infliger aux détenus des souffrances et une humiliation maximales, pour les terroriser et pour briser leur moral ».
Le film centre l'attention sur des détenus libanais ; de fait, ont été emprisonnés là, outre des opposants syriens (largement majoritaires), des centaines de Libanais, membres de groupes hostiles à la présence syrienne au Liban, en particulier des membres du parti communiste libanais, qui a combattu l'armée syrienne en 1976, des militants chrétiens phalangistes, et des militants de l’Organisation de libération de la Palestine (OLP) . Des Palestiniens et des Irakiens ont fait partie également des opposants incarcérés.

### Déroulement du documentaire
Vingt-deux rescapés libanais de la prison de Palmyre rompent le silence à la suite de l'insurrection syrienne contre la dictature de la famille el-Assad en 2012. Ils ont été libérés en 2000, à la mort de Hafez-el Assad. Ces opposants au régime syrien évoquent dans le documentaire l'épreuve qu'ils ont traversée, ainsi que les moyens de survivre et de résister à l'oppression qu'ils ont mis en œuvre.
Le film présente une alternance de scènes dans lesquelles les anciens prisonniers témoignent de leurs conditions d'incarcération, face à la caméra, et d'autres scènes dans lesquelles ils jouent leur propre rôle ainsi que celui de leurs geôliers, dans un décor reconstitué, afin de donner au public une idée de ce qu'ils ont vécu entre 1986 et 2000 dans cette prison.  Les scènes de « performance collective » évitent de représenter les actes de violence les plus choquants, leur objectif étant plutôt de suggérer les effets psychiques et physiques de la terreur.
Cette forme mixte qui mêle description et mise en scène a pu être identifiée comme celle d'un « docu-fiction » — plutôt que comme celle d'un documentaire.
Les protagonistes principaux sont au nombre de sept : Ali Abou Dehn, incarcéré 13 ans, entre 1987 et 2000 ; Raymond Bouban, incarcéré 12 ans (1986 - 1998) ; Rachid Mirhoum incarcéré 9 ans (1988 - 1997) ; Moussa Saab, incarcéré 14 ans (1986 - 2000) ; Saadedine Saifeddine, incarcéré 12 ans (1986 - 1998) ; Elias Tanios, incarcéré 9 ans (1992 - 2001) ; Moustafa Shamseddine, incarcéré 12 ans (1986 - 1998).
Le film a été tourné au Liban, dans une école à proximité de la capitale, Beyrouth.

## Analyses

### Médias
Selon Le Monde, le film incite à s'interroger sur les possibilités de résister aux tentatives de déshumanisation.
Palmyre a été rapproché du film du Palestinien Raed Andoni, Ghost Hunting, qui portait sur le centre d'interrogatoire israélien Al-Moskobiya (en), à Jérusalem-Ouest, et avait obtenu le Prix du meilleur documentaire à la Berlinale en 2016. D'anciens détenus palestiniens jouaient leur propre rôle ainsi que celui des soldats israéliens, dans une prison reconstituée, dans le but de tenter d'exorciser un passé douloureux.
Palmyre a également été rapproché du film de l'Israélien Avi Mograbi, Entre les frontières (2016), dans lequel des migrants africains qui ont été emprisonnés dans un centre de détention israélien jouent le rôle de leurs geôliers, tandis que le rôle des migrants eux-mêmes est interpérté par des acteurs d’une troupe de théâtre.

### Essai de 2022
Dans Témoigner au cinéma : une action dans l'histoire (2022), Frédérik Detue parle à propos de Palmyre d'un « dispositif testimonial inédit » du fait que les anciens détenus ne se contentent pas de décrire leur expérience, mais la rejouent, ce qui « tend à abolir la distance entre le passé et le présent ».
Frédérik Detue souligne le fait que la restitution des tragédies vécues est à la fois « réaliste et distanciée ». L'originalité du film réside dans le procédé de la performance appliquée à l'expérience traumatique (ou « reenactment » ou « reliving »). Cependant, quand les rescapés jouent le rôle de leurs tortionnaires, leurs gestes ne sont pas une reproduction exacte des actes barbares ; les actions criminelles sont seulement esquissées, et mises à distance.
L'analyse de Frédérik Detue s'inscrit dans le cadre d'un débat qui avait opposé Georges Didi-Huberman à Claude Lanzmann sur le « droit à l'imagination » concernant le fait de représenter en images la Shoah. F. Detue argumente en faveur de la possibilité d'inventer de nouvelles manières de mettre en scène les crimes contre l'humanité, afin de tenter d'approcher l'indicible (se situant ainsi du côté de G. Didi-Huberman).

## Le film dans l'oeuvre des réalisateurs
Dans une interview accordée à la revue Esprit, Lokman Slim explique le choix de détenus libanais par le fait que le sujet du film porte sur l’histoire des relations entre la Syrie et le Liban ; il ne s'agit pas d'un travail sur la Syrie seule. Il précise également que le but est de découvrir les traces laissées par  d'anciens traumatismes dans la mémoire collective, non de dénoncer la torture ou la dictature .

### Les disparus du Liban
Les deux réalisateurs sont par ailleurs les fondateurs en 2004 de l'association Umam Documentation & Research, qui collecte des données sur l'histoire des conflits au Liban. Ils ont ouvert un centre d’archives sur la guerre du Liban (1975-1990), le « Hangar » (qui est également un centre culturel), situé dans la banlieue sud de Beyrouth. Le travail accompli pour la réalisation de ce film rejoint des préoccupations plus larges concernant ceux qui sont appelés au Liban les « disparus », dont un certain nombre ont été enlevés et incarcérés en Syrie.
Le point de départ de cette recherche est une exposition intitulée «Missing» («Ceux qui manquent»), réalisée en 2008 par Lokman Slim et Monika Borgmann, où ils répertoriaient les différentes catégories de disparus lors de la guerre du Liban (1975-1990).

### Le filmMassaker(2006)
Palmyre s'inscrit dans le sillage du film précédent de L. Slim et M. Borgmann, Massaker (2006), centré sur le massacre de Sabra et Chatila en 1982. Des miliciens libanais avaient alors massacré des Palestiniens vivant dans des camps à Beyrouth, à proximité de l'armée israélienne qui avait envahi le pays. Massaker  livre les témoignages de six miliciens phalangistes ayant participé à l'exécution de ce crime. Ce premier film de 2006 s'interrogeait sur ce qui rend un individu ordinaire capable d'accomplir les pires atrocités, alors que Palmyre montre la manière dont des personnes que rien ne prédisposait à l'héroïsme développent des capacités de résistance à la violence exceptionnelles.

### Les prisons au Moyen-Orient
À la suite du travail sur Palmyre, en 2018, L. Slim et M. Borgmann ont créé une plateforme, le « MENA Prison Forum », dédiée à la question des prisons au Moyen-Orient et au Maghreb, qui recueille des témoignages de prisonniers, fait appel à des chercheurs, des artistes et des militants.
La prison de Palmyre a été détruite en 2015 par l'Etat islamique, puis le site a été repris par le régime de Bachar el Assad, qui a présenté cette conquête comme une « libération » de Palmyre, délivrée de l'occupation de Daesh. Lokman Slim critique l'approbation que la  communauté internationale a manifestée à l'occasion de cette victoire contre le terrorisme islamiste ; pour lui, la dictature des Assad en Syrie, les actes de torture en prison, et de manière plus générale l'oppression politique qui sévit au Moyen-Orient (oppression dont la communauté internationale serait complice, selon le réalisateur), ont produit le terrorisme de Daesh. Aussi le film Palmyre lui apparaît comme « un cri dans le désert », compte tenu de l'incompréhension persistante concernant les liens de solidarité qui unissent différentes formes de violence politique.

## Récompenses
Le film a été récompensé du « Political Film Award » (prix du « meilleur film politique de l'année) au Filmfest Hamburg en 2016
Il a obtenu au festival suisse de cinéma Visions du réel le Sesterce d'agent du meilleur long métrage en 2016.
Il a reçu le Prix du Jury lors de la 6ème Nuit des Mabrouk du cinéma libanais,.

## Fiche technique
Sauf indication contraire, les informations mentionnées dans cette section peuvent être confirmées par la base de données cinématographiques IMDb,  présente dans la section « Liens externes ».
- Titre original : تدمر (Tadmor)
- Titre français : Palmyre
- Réalisation : Lokman Slim et Monika Borgmann
- Scénario : Monika Borgmann
- Musique : Pierre Jodlowski
- Direction artistique :
- Décors :
- Costumes :
- Photographie :
- Son : Rayan Al Obeidyine
- Montage : Olivier Zuchuat
- Production : 
  - Philippe Avril : producteur
  - Monika Borgmann : productrice
  - Gabriela Bussmann : producteur
  - Irène Challand : Éditeur de mise en service (RTS)
  - Serge Gordey : producteur associé
  - Anne Grange : productrice associée
  - Gaspard Lamunière : Éditeur de mise en service (RTS)
- Société(s) de production : GoldenEggProduction, Les Films de L'Etranger, Radio Télévision Suisse, SRG - SSR, Umam Productions, Unlimited
- Société(s) de distribution :  Aardvark Film Emporium (Suisse), Vendredi Distribution (France)
- Budget :
- Pays de production :  Suisse -  France -  Liban -  Qatar -  Émirats arabes unis[14],[12]
- Langue originale :
- Format : couleur
- Genre : film documentaire
- Durée : 103 minutes
- Dates de sortie :
  - Suisse : 20 avril 2016 (Festival Visions du réel) et 9 mars 2017 au cinéma
  - France : 1er octobre 2016 (Festival War on Screen)  et 5 juin 2019 au cinéma